# Ellychnia greeni
Ellychnia greeni là một loài bọ cánh cứng trong họ Đom đóm (Lampyridae). Loài này được Fender miêu tả khoa học năm 1962.